# Zacian
Zacian (ザシアン, en japonès) és un personatge fictici de la franquícia de videojocs de Pokémon, així com d'altres jocs i productes derivats. Aquest Pokémon va ser introduït en la octava generació. És el Pokémon mascota del joc Pokémon Espasa. L'origen del nom ve del color del propi Pokémon, cian.
Aquest personatge llegendari va ser anunciat en un Pokémon Direct el 5 de juny de 2019. En aquest directe es van anunciar uns altres Pokémon incloent Zamazenta, l'altre personatge insignia de la saga de Pokémon Espasa i Escut.
Es troba basat en un llop. El seu cap està protegit per un casc daurat amb motius rojos i blaus. Els seus ulls que s'entreveuen a través del casc són de color groc. A la boca porta una espasa també daurada amb un fil capaç de tallar qualsevol cosa.